# 1991 en Norvège
Chronologie de la Norvège
- 1987
- 1988
- 1989
- 1990
- 1991
- 1992
- 1993
- 1994
- 1995

Cet article présente les faits marquants de l'année 1991 en Norvège ou relatifs à la Norvège.

## Gouvernance
- Olav V est roi de Norvège jusqu'à son décès le 17 janvier, Harald V lui succède.
- Gro Harlem Brundtland est le chef du gouvernement.

## Événements
- Inauguration de la gare de Hove, gare de marchandises établie sur la ligne de Dovre. Elle est située dans la commune de Lillehammer en Norvège.
- 17 janvier : au décès de Olav V, Harald V devient roi de Norvège.

## Sport
- Les Championnats du monde juniors de ski alpin 1991 sont la dixième édition des Championnats du monde juniors de ski alpin. Ils se déroulent du 8 au 14 avril 1991 dans les stations norvégiennes de Geilo et Hemsedal[1].
- tournoi de tennis d'Oslo. L'édition féminine 1991, classée en catégorie Tier V, se dispute du 5 au 10 février 1991[2].

## Culture
- Les Enfants de la nature (Börn náttúrunnar), film principalement islandais réalisé par Friðrik Þór Friðriksson, sorti en 1991. Le film fut nommé à l'Oscar du meilleur film en langue étrangère.
- Oxen, film principalement suédois réalisé par Sven Nykvist, sorti en 1991. Le film fut nommé à l'Oscar du meilleur film en langue étrangère.
- Le Viking blanc (Hvíti víkingurinn), film réalisé par Hrafn Gunnlaugsson, sorti en 1991.

## Naissances
- Naissance en Norvège en 1991

## Décès
- Décès en Norvège en 1991